# Naruto Shippuden: La pel·lícula
Naruto Shippuden: La pel·lícula (劇場版 NARUTO 疾風伝, Gekijōban Naruto Shippūden) és la quarta pel·lícula de la sèrie de pel·lícules de Naruto i la primera pel·lícula de Naruto Shippūden, dirigida per Hajime Kamegaki i escrita per Junki Takegami. La pel·lícula està ambientada després de l'episodi 32.
Es va estrenar a la plataforma AnimeBox el 7 de juliol de 2023 amb doblatge i subtítols en català.

## Argument
El poderós esperit que un cop va intentar destruir el món ha tornat. La missió d'en Naruto és protegir la sacerdotessa Shion, l'única amb el poder de tornar a segellar el monstre. No obstant això, ella també té la misteriosa habilitat de predir el futur de les persones. La seva última predicció: en Naruto morirà aviat. L'únic que pot fer per fugir del seu terrible destí és abandonar la Shion, però ell no faria mai una cosa així. Finalment, decideix enfrontar-se a aquesta predicció fatal.